# Rochefort-en-Terre
Rochefort-en-Terre (tiếng Breton: Roc'h-an-Argoed) là một xã ở tỉnh Morbihan trong vùng Bretagne tây bắc Pháp. Xã này có diện tích 1,22 km², dân số năm 1999 là 693 người. Khu vực này có độ cao từ 22-80 mét trên mực nước biển.
Cư dân của Rochefort-en-Terre danh xưng trong tiếng Pháp là Rochefortais.